# Ruch
Ruch é uma comuna francesa na região administrativa da Nova Aquitânia, no departamento da Gironda. Estende-se por uma área de 14,54 km². Em 2010 a comuna tinha 609 habitantes (densidade: 41,9 hab./km²).